# Итапикуру (Баия)
Итапикуру́ (порт. Itapicuru) — муниципалитет в Бразилии, входит в штат Баия. Составная часть мезорегиона Северо-восток штата Баия. Входит в экономико-статистический микрорегион Рибейра-ду-Помбал. Население составляет 29 112 человек на 2006 год. Занимает площадь 1550,832 км². Плотность населения — 18,8 чел./км².
Праздник города — 28 апреля.

## История
Город основан в 1728 году.

## Статистика
- Валовой внутренний продукт на 2003 год составляет 75 260 066,00 реалов (данные: Бразильский институт географии и статистики).
- Валовой внутренний продукт на душу населения на 2003 год составляет 2660,59 реалов (данные: Бразильский институт географии и статистики).
- Индекс развития человеческого потенциала на 2000 год составляет 0,521 (данные: Программа развития ООН).